# Sommet du G8 de 2003
Pour un article plus général, voir Sommet du G8.
Le sommet du G8 2003, 29e réunion du G8, réunissait les dirigeants des 7 pays démocratiques les plus industrialisés et la Russie, ou G8, du  1er au 3 juin 2003, dans la ville française d'Évian-les-Bains. 
Ce fut le 5e G8 organisé en France après ceux de Lyon, Paris, Versailles et Rambouillet.

## Participants
| Participants au G8            |                       |                   |                      |
| Membre                        | Membre                | Représenté par    | Fonction             |
| Drapeau du Canada             | Canada                | Jean Chrétien     | Premier ministre     |
| Drapeau de la France          | France                | Jacques Chirac    | Président            |
| Drapeau de l'Allemagne        | Allemagne             | Gerhard Schröder  | Chancelier           |
| Drapeau de l'Italie           | Italie                | Silvio Berlusconi | Président du Conseil |
| Drapeau du Japon              | Japon                 | Junichiro Koizumi | Premier ministre     |
| Drapeau du Royaume-Uni        | Royaume-Uni           | Tony Blair        | Premier ministre     |
| Drapeau de la Russie          | Russie                | Vladimir Poutine  | Président            |
| Drapeau des États-Unis        | États-Unis            | George W. Bush    | Président            |
| Drapeau de l’Union européenne | Commission européenne | Romano Prodi      | Président            |

D'autres chefs d'État ou de gouvernement sont également invités au sommet, participant à la réunion du dialogue élargie : Hosni Moubarak (Égypte), Abdelaziz Bouteflika (Algérie), Olusegun Obasanjo (Nigéria), Thabo Mbeki (Afrique du Sud), Mohammed VI (Maroc), Abdoulaye Wade (Sénégal), Vicente Fox Quesada (Mexique), Pascal Couchepin (Suisse), Lula da Silva (Brésil), Hu Jintao (Chine), Al Saoud (Arabie saoudite), Mahathir Mohamad (Premier ministre de la Malaisie, et Président du mouvement des non-alignés) et Atal Bihari Vajpayee (Inde). Sont aussi présents les représentants des grandes institutions mondiales : Kofi Annan (ONU), James Wolfensohn (Banque mondiale), Horst Köhler (FMI), Supachai Panitchpakdi (OMS).